# Microctenochira lugubris
Microctenochira lugubris  (лат.) — вид жуков щитоносок (Cassidini) из семейства листоедов.
Эндемики Южной Америки: Колумбия, Коста-Рика (Puntarenas, San Mateo, Turrialba), Панама (Bugaba, Panama).
Форма тела уплощённая. Растительноядный вид, питается растениями семейства астровые (Asteraceae: Wedelia calycina).